# Мекија Кокс
Мекија Кокс (Сент Крој; 18. новембар 1981) је америчка глумица и плесачица, позната по поновљеној улози Саше у другој и трећој сезони драмске серије 90210 на ТВ каналу CW, као др Робин Чарлс у медицинској драми Чикаго Мед на NBC-ју, као и по улози плесачице у серији концерата Мајкла Џексона This Is It и истоименом филму Michael Jackson's This Is It. Године 2010. играла је Лизи Гилијам у краткотрајној NBC шпијунској драми Undercovers. Такође је позната по улози принцезе Тијане у ABC фантастичној драми Једном давно и по улози детективке Најле Харпер у ABC полицијској драми Новајлија.
Као млада, Кокс је имала искуства у плесу и позоришту. Велики део њеног раног рада био је повезан са Universal Pictures и Nickelodeon. Наставила је да се обучава у уметностима извођења током средње школе и на факултету. Након тога, обилазила је Сједињене Америчке Државе у оквиру позоришних продукција мјузикала, укључујући Fame.

## Младост и образовање
Мекија Кокс, пореклом са Сент Кроја, преселила се са својом породицом у Орландо, Флорида, са седам година, након што је пет година свог детињства провела изучавајући плес на Америчким Девичанским Острвима. Године 1989, Кокс је позвана да учествује у Дизнијевој божићној спектакуларној представи у Чаробном краљевству. Као дечја глумица, Кокс је наступала у Никелодионовим емисијама, укључујући My Brother and Me, Kenan & Kel и All That.
Кокс је матурирала 1999. године на средњој школи др Филипс, где је била уписана у програм школе за визуелне и сценске уметности са фокусом на вокално извођење. Студирала је на Флоридском државном универзитету, где је 2003. године дипломирала са дипломом из музике, након што је прихваћена на програм за мјузикл. Током својих летњих одмора, радила је у позоришту у Шарлотсвилу, Вирџинија, где је играла улоге у Smokey Joe's Cafe и Anything Goes, а једно лето је наступала као поновљени лик у Никелодионовој ситком серији Noah Knows Best. Други њени ангажмани у регионалном позоришту укључују Rent, где је играла клубску плесачицу и зависницу Мими Маркез, улогу Лиз у Chicago и Франчи у Cabaret.
Након дипломирања, Кокс је играла Сару у мјузиклу Ragtime у Оберну, Њујорк. Затим је две године обилазила Сједињене Државе као Кармен у мјузиклу Fame, као и поново играла улогу Бренде у Smokey Joe's Café. Након турнеје и прве телевизијске улоге, преселила се у Лос Анђелес, где је установила стално пребивалиште.

## Каријера
Претходно него што је добила улогу у серији Undercovers, Мекија Кокс је гостовала у бројним телевизијским серијама. Године 2005. појавила се у Место злочина: Њујорк, Half & Half, а следеће године је имала улогу као Фејт у десетој епизоди треће сезоне серије Три Хил. Такође је играла у романтичној комедији Та луда љубав, која је премијерно приказана јула 2011. године.
Кокс је била једна од само две жене изабране за 11-члану плесну групу за серију концерата This Is It, након што је више од 500 кандидата конкурисало за место. Била је једна од главних плесачица у документарном филму Michael Jackson's This Is It, где се може видети како плеше са Мајклом Џексоном током пробе за песму The Way You Make Me Feel.
Дана 29. октобра 2009. године, Кокс је била једна од плесачица из This Is It која се појавила у емисији Шоу Елен Деџенерес како би испунила рођенданску жељу водитељке Елен.
Кокс је играла у свим епизодама прве сезоне краткотрајне NBC шпијунске драме Undercovers. Ту је тумачила Лизи Гилијам, сестру главне јунакиње која није свесна укључености своје породице у активности Централне обавештајне агенције. Првобитно је у улогу била кастована Џесика Паркер Кенеди, али ју је Кокс заменила у јуну 2010. године пре него што је прва епизода прве сезоне била приказана у септембру 2010. године. Њена јунакиња је описана као „луда за момцима”.
Године 2015, Кокс је добила улогу у другој сезони криминалне драме Тајне и лажи. 2016. године појавила се у епизоди серије Модерна породица. 23. августа 2016. године, Кокс је почела да има поновљену улогу у NBC медицинској драми Чикаго Мед, где је тумачила др Робин Чарлс, епидемиолога и ћерку шефа психијатрије др Данијела Чарлса (Оливер Плат). Такође је играла Тијану, познату као Сабину под клетвом у Hyperion Heights у седмој и последњој сезони серије Једном давно. Тијана се сматра првом афроамеричком Дизнијевом принцезом. У августу 2017. године, Кокс је постала редовни члан екипе серије и појавила се у 15 епизода.
Године 2019. започела је да игра у другој сезони ABC полицијске процедуралне драме Новајлија као детективка Најла Харпер, први пут се појављујући у епизоди под називом Warriors and Guardians.

## Лични живот
Дана 28. априла 2018. године, Мекија Кокс се удала за аналитичара у баскету Брита Лича. У децембру 2018. године, Кокс је родила своју ћерку. У јануару 2022. године, најавила је трудноћу са њиховим другим дететом, што је било укључено у њену улогу детективке Најле Харпер у серији Новајлија. Кокс је изразила захвалност сценаристима серије што су то учинили. 18. маја 2022. године, Кокс је на Инстаграму објавила фотографију своје друге ћерке, наводећи да је датум њеног рођења 13. мај 2022. године.

## Филмографија

### Филмови
| Година | Назив                        | Улога      | Напомене    |
| ------ | ---------------------------- | ---------- | ----------- |
| 2009   | Michael Jackson's This Is It | Себе       | [ 21 ]      |
| 2010   | I Kissed a Vampire           | Ники Но    | [ 22 ]      |
| 2011   | Та луда љубав                | Тифани     | [ 23 ]      |
| 2012   | Battlefield America          | Сара Милер | [ 24 ]      |
| 2013   | The Exchange                 | Лиса       | Кратки филм |
| 2013   | After Dark                   | Бри        | [ 26 ]      |
| 2015   | The Squeeze                  | Лана       | [ 27 ]      |
| 2019   | If Not Now, When?            | Сузан      | [ 28 ]      |

### Телевизија
| Година     | Назив                 | Улога                   | Напомене                                                |
| ---------- | --------------------- | ----------------------- | ------------------------------------------------------- |
| 1994       | My Brother and Me     | Мира                    | Епизода: The Weekend Aunt Helen Came                    |
| 2005       | Место злочина: Њујорк | Кија Роу                | Епизода: Dancing with the Fishes                        |
| 2005       | Half & Half           | Алисија                 | Епизода: The Big State of the Reunion Episode           |
| 2006       | Три Хил               | Фејт Бенкс              | Епизода: Brave New World                                |
| 2008       | Боунс                 | Селест Катлер           | Епизода: Player Under Pressure                          |
| 2009–2010  | 90210                 | Саша                    | Понављајућа улога: 2. сезона Гостујућа улога: 3. сезона |
| 2010       | Undercovers           | Лизи Гилијан            | Главна улога                                            |
| 2011       | Менталиста            | Трејси Зунига           | Епизода: Strawberries and Cream: Part 1                 |
| 2012       | Necessary Roughness   | Зети Листон             | 2 епизоде                                               |
| 2012       | Common Law            | Дестини                 | Епизода: Role Play                                      |
| 2012       | Leverage              | Катрина Хардт           | Епизода: The Frame-Up Job                               |
| 2012–2014  | Key & Peele           | Разни ликови            | Гостујућа улога: сезоне 2–4                             |
| 2013       | Mob City              | Ања                     | Понављајућа улога                                       |
| 2013–2014  | Almost Human          | Ана                     | Понављајућа улога                                       |
| 2014       | Gotham                | Др Тосон                | Епизода: Penguin's Umbrella                             |
| 2015       | Увод у анатомију      | Блер Винсон             | Епизода: Don't Dream It's Over                          |
| 2016       | Модерна породица      | Енџи                    | Епизода: The Cover-Up                                   |
| 2016       | Impastor              | Џасмин                  | Понављајућа улога: 2. сезона                            |
| 2016       | Тајне и лажи          | Аманда Ворнер           | Главна улога: 2. сезона                                 |
| 2016–2019  | Чикаго Мед            | Др Робин Чарлс          | Понављајућа улога: сезоне 2–4 Гостујућа улога: сезона 5 |
| 2017–2018  | Једном давно          | Тијана / Сабина         | Главна улога: 7. сезона                                 |
| 2019–данас | Новајлија             | Детективка Најла Харпер | Главна улога: 2. сезона–данас                           |
| 2023       | Celebrity Family Feud | Себе / такмичарка       | Епизода: Episode #10.8                                  |